# 送り投げ
送り投げ（おくりなげ）とは、相撲の決まり手の一つである。2000年12月に追加された。相手の後方に回り込み、相手を投げ倒す技。この時の投げの種類は問わない。
2010年1月場所3日目、大関・魁皇が当時関脇・千代大海にこの技で勝利、幕内通算808勝を達成し大相撲史上で単独第1位の記録となる。その翌日に千代大海は引退を表明したため、これが元大関・千代大海の現役最後の相撲となった。
また2013年5月場所5日目には関脇・豪栄道が大関・琴奨菊にこの技で勝利したほか、2013年7月場所12日目の十両の取組で隆の山が青狼に、2013年9月場所7日目の十両の取組で朝赤龍が隆の山に、2015年3月場所4日目の幕内の取組で安美錦が時天空に、2015年11月場所7日目の幕内の取組で髙安が北太樹に、2020年3月場所11日目の幕内の取組で霧馬山が錦木に、2024年1月場所4日目の幕内の取組で豊昇龍が若元春に、2025年1月場所12日目の幕内の取組で霧島が王鵬に、それぞれこの技で勝利している。また隆の山は十両だった2013年名古屋場所13日目にも妙義龍に2024年春場所14日目翔猿が金峰山に決めており、その相撲は一旦宙に浮いた状態で土俵の外に出ながらも上手く相手の背後に回り込む形で土俵に戻って送り投げで逆転勝ちするという相撲だった。